# キャンベル・フォーサイス
ロバート・キャンベル・フォーサイス（英語: Robert Campbell Forsyth、1934年5月5日 - 2020年11月15日）は、スコットランドの元サッカー選手。元スコットランド代表。ポジションはGK。

## クラブ歴
フォルカークFCでサッカーを始め、シェトルストン・ジュニアーズF&ACに移った。1955年4月に15歳でセント・ミレンFCに加入した。1960年迄の在籍で3桁の出場を記録した。
1960年11月にキルマーノックFCに移籍した。キルマーノックでは優勝争いに絡み、3シーズン連続の準優勝となっていたが、1965年に優勝を記録した。優勝したシーズンも正ゴールキーパーを務めていたが、娘の誕生や足首の負傷でビル・ブラウン、ボビー・ファーガソンにポジションを譲る事もあった。また、このシーズンはインターシティ・フェアーズカップ1964-65のアイントラハト・フランクフルト戦で第1試合を0-3で落としながらも第2試合を5-1で勝利して逆転勝利を得ており、この試合での彼はロター・シャマーのシュートをセーブしたことで絶讃された。
1965年12月にサウサンプトンFCに1万ポンドで完全移籍した。当初はより早い移籍をサウサンプトン側が模索していたが、キルマーノックがUEFAチャンピオンズカップ 1965-66に出場していたために、キルマーノックの同大会敗北を待ってからの移籍となった。トニー・ゴッドフレイが務めた正ゴールキーパーの座をすぐに奪い取り、クラブの昇格に貢献した。しかし1966年9月17日の試合でデニス・ハリウッド、イアン・キャラハンと交錯して負傷、デイヴィッド・ウェブが交代出場することとなった。もう一人のキーパーのゲイリー・ガーはまだトップリーグを任せるには年齢も経験も若かったため、デーヴ・マクラーレンをクラブは5000ポンドで獲得したが、この彼も前年のサウサンプトン戦で9失点を喫しているゴールキーパーであった。翌シーズンに怪我から復帰するとエリック・マーティンとの正ゴールキーパー争いとなり、彼はこの争いに勝ちはしたものの、怪我前のコンディションには戻らなかった。結局10月の試合で18歳のゴールキーパーであったピーター・シルトンのパントキックが彼の頭上を超えて得点を奪われて5-1で敗北したためにポジションを失った。その後数試合に出場したが1968年1月6日の試合が現役最後の試合となり、同年5月に引退した。

## 代表歴
1957年にU-23代表としてイングランド代表との試合に出場している。
1964年4月11日に行われたイングランド代表戦でA代表初出場を記録した。当時のイングランド代表は6試合28得点と好調であったが、72分迄無失点に抑える健闘を見せた。

## 引退後
引退後はサウサンプトンのスカウトを務めた。

## 私生活
孫のキャメロン・バージェスもオーストラリア代表のサッカー選手である。